# Asciano
Asciano és un comune (municipi) de la província de Siena, a la regió italiana de la Toscana. Està situat al centre de la regió de Crete Senesi entre el riu Ombrone i el torrent Copra, a uns 30 km al sud-est de la ciutat de Siena. L'1 de gener de 2018 tenia 7.076 habitants.
Limita amb els municipis següents: Buonconvento, Castelnuovo Berardenga, Monteroni d'Arbia, Rapolano Terme, San Giovanni d'Asso, Siena, Sinalunga i Trequanda.

## Història

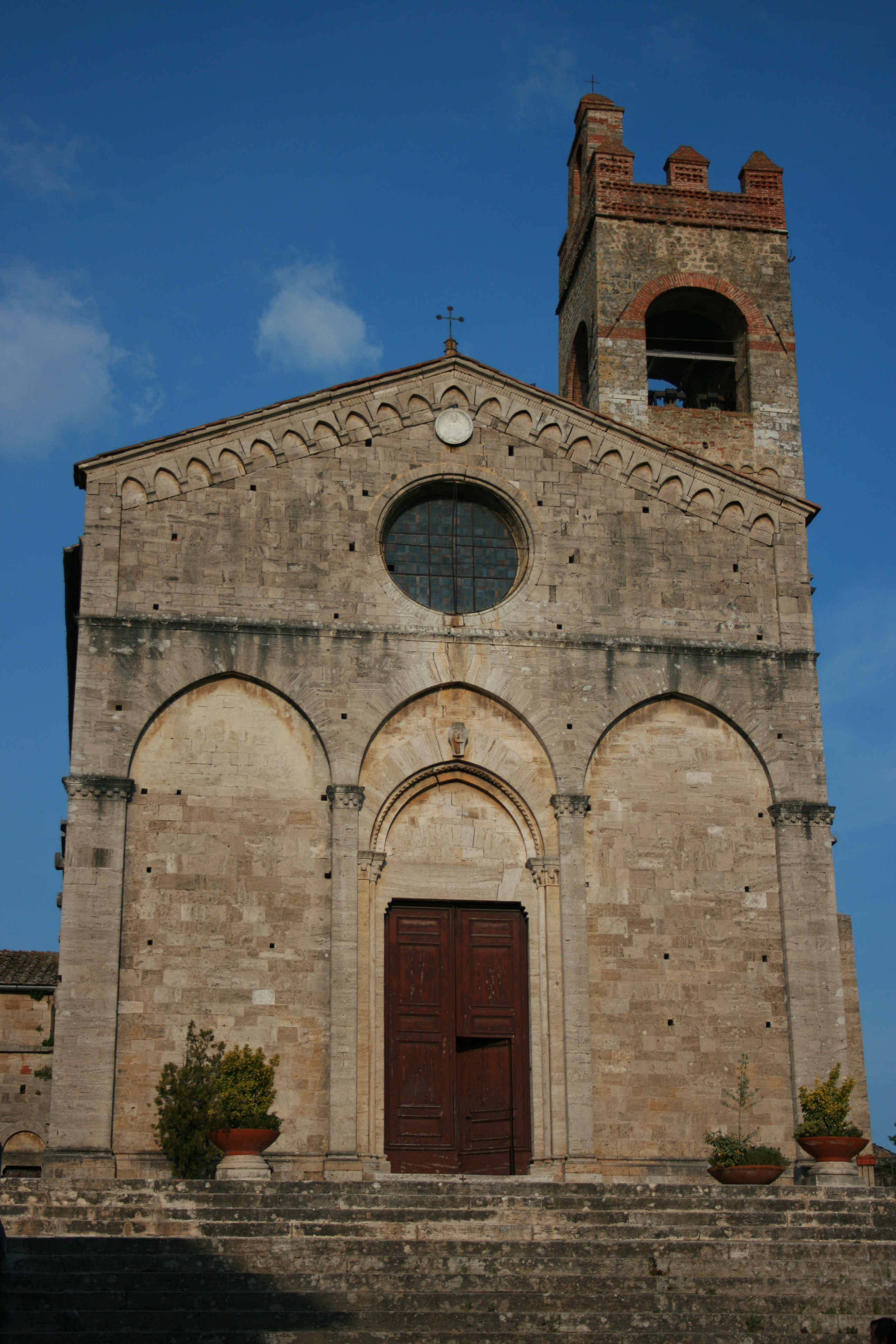
L'església de Santa Àgueda a Asciano.

Asciano és d'origen etrusc, més tard fou romana i després llombarda. L'any 1898, durant unes excavacions, es va trobar una necròpolis etrusca i restes de banys romans, amb mosaics en el paviment. Durant el període medieval, va ser objecte de disputa entre Siena i Florència: la batalla de Montaperti va tenir lloc a la zona el 4 de setembre de 1260. La ciutat va ser comprada per la República de Siena el 1285 i envoltada de murs el 1351. Té algunes esglésies del segle xiv amb pintures del mateix període.

## Llocs d'interès
- Basílica de Sant'Agata (Santa Àgueda), construïda amb travertí. L'església té elements decoratius llombards. El campanar és del segle xiii.
- Museu d'Art Sacre, on s'exhibeixen obres de pintors de l'escola de Siena dels segles xiv i xv.
- Museu Arqueològic, que conté troballes de l'excavació de tombes de cambra del cementiri de Poggio Pinci.
- Monestir benedictí de Monte Oliveto Maggiore, casa mare dels Olivetans, fundat el 1320. Es troba a 10 km al sud de la població. El claustre és famós per la sèrie de frescos il·lustrant escenes de la llegenda de Benet de Núrsia, iniciada per Luca Signorelli i completada per Il Sodoma el 1505. L'església conté marqueteria fina en els seients del cor, obra de Fra Giovanni da Verona. El monestir va ser descrit pel Papa Pius II a la seva Commentaria.

## Evolució demogràfica
| Gràfica d'evolució demogràfica de Asciano entre 1861 i 2009 |
|                                                             |
| Font: ISTAT - elaboració gràfica de Viquipèdia              |